# Туймино (Солгинское сельское поселение)
Туймино — разъезд в Вельском районе Архангельской области. Входит в состав Солгинского сельского поселения.

## География
Разъезд расположен в южной части области на расстоянии примерно в 43 километрах по прямой к западу от районного центра Вельска.
Часовой пояс
Разъезд Туймино как и вся Архангельская область, находится в часовой зоне МСК (московское время). Смещение применяемого времени относительно UTC составляет +3:00.

## Население
| 2002 | 2010 | 2012 | 2014 |
| ---- | ---- | ---- | ---- |
| 0    | →0   | →0   | →0   |